# Trettonhörning

En regelbunden trettonhörning.

En trettonhörning eller sällsynt möjligen tridekagon är en polygon med tretton hörn. Summan av (de inre) vinklarna hos en trettonhörning är alltid 1980°.

## Regelbundna trettonhörningar
```
En liksidig och likvinklig trettonhörning kallas för en 
regelbunden trettonhörning
. Den har alltså de lika vinklarna 

  

    

      

        

          

            

              
1

              
13

            

          

          
⋅

          

            
1980

            

              
∘

            

          

          
≈

          

            
152,308

            

              
∘

            

          

        

      

    

    
{\displaystyle \textstyle {\frac {1}{13}}\cdot 1980^{\circ }\approx 152{,}308^{\circ }}

  

;  och har arean 
A
 som ges av:
```

{\displaystyle A={\frac {13}{4}}a^{2}\cot {\frac {\pi }{13}}\approx 13{,}1858\,a^{2}.}
där a är sidlängden i trettonhörningen.
En regelbunden trettonhörning kan konstrueras med passare, ograderad linjal och vinkeltredelare.